# Coming-out
Coming-out oder Comingout (englisch für „herauskommen“, sinngemäß „absichtliches, bewusstes Öffentlichmachen“; kurz zu coming out of the closet, englisch für „aus dem Schrank herauskommen“) bezeichnet den Prozess einer Person, sich selbst ihrer sexuellen Identität oder ihrer Geschlechtsidentität bewusst zu werden und diese im privaten oder öffentlichen Kreis zu bekennen, wenn diese von der gesellschaftlich festgelegten Geschlechterrolle oder dem zugewiesenen Geschlecht abweicht, das aber vorher nicht bekannt war oder nicht bekannt sein sollte. Dieser Artikel beschäftigt sich hauptsächlich mit dem Coming-out gleichgeschlechtlich empfindender (homosexueller) Menschen, deren Situation und Probleme jedoch häufig ähnlich denen von Menschen sind, die auf andere Weise von gesellschaftlichen sexuellen Normvorstellungen und Stereotypen abweichen.

## Hintergrund

Transgender-Symbol: die grafische Vermischung des Marssymbols ♂ (männlich) und des Venussymbols ♀ (weiblich) soll die Vielfalt der sexuellen Identitäten darstellen, die von klassischen Geschlechterrollen und Geschlechtsmerkmalen abweichen

Analog zur sexuellen Orientierung (etwa lesbisch, schwul, bisexuell, heterosexuell, asexuell) durchleben auch Menschen, denen das gesellschaftlich vorgegebene Schema der Heteronormativität in anderer Weise nicht gerecht wird, ähnliche Prozesse. Die gesellschaftliche Erwartung einer heterosexuellen Orientierung ist also nicht der einzige mögliche Anlass eines Coming-outs. Ähnlich wirken eingeschränkte bis fehlende Akzeptanz für sexuelle Vorlieben oder Neigungen, etwa Sadomasochisten oder für weitere Formen geschlechtlicher oder sexueller Selbstverständnisse wie Transvestiten und Transgender. Daraus ergeben sich weitere Fragekomplexe wie die nach Geschlechterrollen und Geschlechtsidentität. Bei Transgendern werden gegebenenfalls zusätzliche Themen wie geschlechtsangleichende Maßnahmen und das Selbstbestimmungsgesetz aktuell, die ebenfalls Ergebnis eines zuvor erfolgten Outings sein können.
Die meisten Menschen werden heteronormativ oder gar heterosexistisch erzogen, das bedeutet, dass man sie so erzieht, als wären sie heterosexuell, ungeachtet der tatsächlich vorhandenen sexuellen Orientierung. Das ist vergleichbar mit der Erziehung von Linkshändern in früheren Tagen, denen dasselbe Verhalten beigebracht wurde wie Rechtshändern. Für die Gesellschaft ist das einfacher, da man sich die Differenzierung spart, für die Betroffenen hingegen verursacht das erhebliche Schwierigkeiten.
Studien belegen, dass die sexuelle Orientierung von genetischen Faktoren zumindest mitbestimmt wird und nach der Geburt nicht mehr veränderlich ist. In der Mitte des 20. Jahrhunderts wurde dies von Franz Josef Kallmann erforscht. Kallmann untersuchte 40 eineiige und 45 zweieiige männliche Zwillinge, von denen wenigstens einer der beiden zu Beginn der Studie sich selbst als homosexuell bezeichnete. Bei dieser Stichprobe fand Kallmann heraus, dass bei den eineiigen Zwillingen zu 100 % beide homosexuell waren. Aktuellere Studien zeigen keine vollständige Übereinstimmung, jedoch eine signifikant höhere Übereinstimmung als bei Brüdern, die nicht eineiige Zwillinge waren. Darüber hinaus wiesen auch letztere eine deutlich höhere Rate an gleichgeschlechtlicher Orientierung auf, als es nach dem bisherigen Kenntnisstand der statistischen Häufigkeit zu erwarten war. Ob und welche weiteren Faktoren nach der Zeugung noch hinzukommen können, ist unbekannt. Bisher sind keine seriösen Fälle bekannt, in der die sexuelle Orientierung erfolgreich verändert wurde, trotz zahlreicher und intensiver Versuche vor allem durch Aktivisten der christlich-konservativen Ex-Gay-Bewegung. Man kann daher sagen, dass die sexuelle Orientierung unveränderlich ist. Dies wird gelegentlich durch die Redewendung „Schwul wird man nicht, schwul ist man!“ verdeutlicht. Im Zuge des Coming-out wird also eine vorhandene homosexuelle Orientierung nicht etwa entwickelt, sondern nur entdeckt.

## Coming-out als Prozess
Im Coming-out unterscheidet man zwei Phasen, das innere Coming-out und das äußere Coming-out (für letzteres hat sich die präzisere Bezeichnung Going Public = an die Öffentlichkeit gehen im Alltagsgebrauch nicht durchgesetzt). Das innere Coming-out umfasst den Teil des Prozesses bis zur Bewusstwerdung über eine bei der eigenen Person vorhandene homosexuelle Orientierung. Die Feststellung „Ich bin homosexuell!“ erfolgt zunächst für sich selbst. Diese Phase kann individuell unterschiedlich lange dauern, beginnt meist erst mit der Pubertät und kann sich teilweise über viele Jahre hinziehen.
Das äußere Coming-out ist dadurch geprägt, dass man allen oder ausgewählten Menschen des sozialen Umfeldes (oder manchmal auch darüber hinaus), meist beginnend mit nahen Verwandten und Freunden, die eigene sexuelle Orientierung explizit offenbart, die Feststellung „Ich bin homosexuell!“ erfolgt dann gegenüber anderen Menschen. Viele Homosexuelle informieren allerdings nur einen Teil ihres sozialen Umfeldes.
Der Coming-out-Prozess ist nicht an ein bestimmtes Alter gebunden. Es gibt Fälle, in denen Menschen in relativ hohem Alter ihre Homosexualität ihren Familien, Kollegen oder ihrem Freundeskreis offenbaren. Obwohl diese Menschen, im Gegensatz zu jüngeren, meist finanziell unabhängig sind und nicht von Pubertätsproblemen geplagt werden, haben sie andere Probleme, weil sie meist sehr lange ihrer Umgebung eine Fiktion gezeigt haben, die nur sehr schwer zu widerrufen ist. In vielen Fällen sind sie sogar verheiratet (man spricht hier von „gemischtorientierten Ehen“) oder haben Kinder.
Wann immer ein Betroffener in eine fremde Umgebung kommt, etwa einen neuen Arbeitsplatz antritt, an einen neuen Ort zieht oder fremde Menschen trifft, die er nicht auf Anhieb einschätzen kann, weil sie zum Beispiel aus anderen Kulturräumen stammen, stellt sich für ihn neu die Frage, ob und wie er seine sexuelle Identität seiner Umgebung offenbart.
Es gibt kein definiertes Ergebnis für einen Coming-out-Prozess. Die Schattierungen reichen vom völlig offenen bis zum weitgehend zurückgezogenen Leben. Kriterium ist, ob der Betroffene innerlich seine sexuelle Orientierung akzeptiert hat und sich selbst nicht verleugnet. Jemand kann sich seiner homosexuellen Veranlagung bewusst sein oder sogar sexuelle Beziehungen zum selben Geschlecht haben und trotzdem Schuldgefühle oder Selbsthass empfinden (in der psychiatrischen Diagnostik „ichdystone Sexualorientierung“ genannt).
Im westlichen Mitteleuropa haben es homosexuelle Menschen auf dem Land schwerer als in Mittel- und Großstädten; sie suchen daher zunächst Informationen über Medien (Internet, Fernsehen, …). Erst wenn sie sich selbstsicher genug fühlen, offenbaren sie sich Vertrauenspersonen oder engen Freunden. Ein offenbarendes Gespräch mit Eltern oder Verwandten erfolgt häufig später und ist von den jeweiligen Familienverhältnissen abhängig.
Das Coming-out der Kinder ist oft auch ein tief in die eigenen Lebens- und Wertvorstellungen eingreifendes Ereignis für die Eltern, welches ihre eigenen Lebensentwürfe, wie beispielsweise ein Leben mit Enkeln, in Frage stellen kann. Im gesellschaftlichen Kontext werden von ihnen immer wieder problematische, oft schambesetzte, Situationen erlebt, wenn sich das Gespräch beispielsweise auf die Frage nach dem Partner oder der Partnerin des Kindes fokussiert. Häufig werden solche Fragen dann ausweichend beantwortet oder es wird eine eigene Coming-out-Situation erlebt.
In vielen Kulturen sind die Familienstrukturen noch weit ausgeprägter, als sie es heute in Westeuropa sind. Vor allem in von konservativ-religiösen Werten beeinflussten Kulturen gibt es klare Vorstellungen von Geschlechterrollen. So wird in der konservativen Auslegung des Christentums (siehe: Homosexualität und Christentum) und in der konservativen Auslegung des Islam (siehe: Homosexualität im Islam) Homosexualität als „sündhaft“ angesehen.

## Emotionale Aspekte
Aufgrund der normativen Erziehung entstehen bei homosexuellen Menschen zum Teil erhebliche Spannungen zwischen den Erwartungen der Umgebung an ihre Gefühle und den tatsächlich vorhandenen Gefühlen. Während zum Beispiel andere Jungen eine sexuelle Erregung beim Anblick von Mädchen verspüren, empfinden schwule Jungen in derselben Situation ganz anders. Dieser objektiv vorhandene Unterschied führt oft auch zu einem subjektiven Gefühl des Andersseins und auch des Alleinseins. Viele Homosexuelle glauben zunächst, ganz alleine und einzigartig zu sein mit ihren Gefühlen.
Vorausgesetzt, dass keine Verfolgung von Homosexuellen droht, können Lesben und Schwule dieses emotionale Dilemma dadurch auflösen, dass sie verstehen und akzeptieren, tatsächlich anders zu sein und darüber hinaus erkennen, dass die an sie von anderen herangetragenen Erwartungen für sie nicht bindend sind. Die Betreffenden lösen sich von den Rollenerwartungen ihrer Umgebung, sie emanzipieren sich von der Rolle als Heterosexueller. Das erfordert ein erhebliches Maß an Mut und Selbstvertrauen, da es auch das Eingeständnis der Zugehörigkeit zu einer Minderheit bedeutet, die zum Teil noch immer mit erheblichen Widerständen in Staat und Gesellschaft zu kämpfen hat.
Homosexuelle müssen je nach Region und Kulturkreis mit unterschiedlich großen Widerständen rechnen, die die Selbstfindung sehr erschweren können. Diese reichen von einfachen Ressentiments und Vorurteilen bis hin zu akuter Lebensgefahr. In einigen, vor allem islamischen Regionen sind homosexuelle Handlungen mit erheblichen Gefängnisstrafen, bis hin zur Todesstrafe bedroht. In vielen islamischen Staaten ist die Scharia Grundlage der Gesetzgebung, welche eine Bestrafung vorsieht, ohne jedoch eine genaue Angabe über die Art der Strafe zu machen.
Dennoch reicht auch bereits eine negative Reaktion der Umwelt oder auch nur die Erwartung einer solchen, um Stressreaktionen bei den Betroffenen auszulösen, die bis zu extremen Konsequenzen führen können einschließlich der Selbsttötung. Eines der prominentesten Opfer, welches sich nach einem unfreiwilligen Outing das Leben nahm, war der Mathematiker und Computerpionier Alan Turing.
Besonders Jugendliche sind in solchen Fällen gefährdet: Zu den Pubertätsproblemen gesellen sich Fragen wie „Bin ich normal?“, „Bin ich allein so?“ Dies verdeutlicht auch die erhöhte Suizidversuchsrate bei jungen homosexuellen Menschen.
Es erfordert daher ein erhebliches Maß an Vertrauen der Betroffenen in ihre Umwelt, um die eigene sexuelle Orientierung anderen zu offenbaren. Manchmal schrecken Betroffene aus Angst vor einer möglichen negativen Reaktion vor dem Coming-out zurück, obwohl eine solche negative Reaktion tatsächlich gar nicht droht.
Anspielend einerseits auf die erheblichen emotionalen Belastungen, die mit dem Coming-out verbunden sind, und andererseits auf den Umstand, dass Homosexualität teilweise angeboren ist, pflegen manche Betroffenen die Redewendung: „Schwul ist man nicht, das hat man sich hart erarbeitet!“

## Überwindung von Vorurteilen als Vorbedingung eigener Akzeptanz

### Verbreitete Vorurteile als Selbstblockade
Bei einem Teil der homosexuell veranlagten Menschen spielen, abhängig vom Kulturkreis und dem eigenen familiären und sozialen Umfeld, gesellschaftliche Vorurteile eine erhebliche hemmende Rolle im Prozess des „Sich-selbst-Eingestehens“ und positiven Annehmens der eigenen sexuellen Veranlagung – also des inneren Coming-out. Das Überwiegen eines heteronormativen Welt- und Familienbilds – etwa die „Papa-Mama-Kind“-Konstellation als gesellschaftliche Norm – in den meisten heutigen Gesellschaften macht den Homosexuellen fast automatisch zum „andersartigen“ Außenseiter, üblicherweise auch in der Selbstwahrnehmung.
Viele Homosexuelle akzeptieren zumindest in ihrer Jugend, teilweise auch lebenslang, das von der Gesellschaft vorgegebene Bild des „Unnatürlichen“, „Unnormalen“ oder gar „abartig Veranlagten“ und können sich nie ganz von diesen Vorurteilen frei machen. Dies kann bis hin zur jahrelangen Verleugnung der eigenen Sexualität und zum Eingehen von heterosexuellen Partnerschaften führen, um nach außen und vor sich selbst das Bild des gesellschaftlich Akzeptierten und „Normalen“ aufrechtzuerhalten – das bedeutet, wegen des fehlenden inneren Coming-out kommt es auch nicht zum äußeren Coming-out. Diese Verdrängungsstrategie führt jedoch regelmäßig nicht zum gewünschten „Erfolg“, sondern eher zu instabilen Paarbeziehungen, dauerhaftem Unglück, psychischen Krisen oder einem Doppelleben.
Menschen, die solch einen Konflikt in sich tragen und nicht auflösen, haben zudem oft Schuldgefühle oder Selbsthass auf Grund ihrer sexuellen Orientierung, die sie als etwas Unerwünschtes, Ungewolltes und Belastendes einstufen. Dies kann sich bis hin zu einer echten psychischen Krankheit entwickeln, in der psychiatrischen Diagnostik wird von „ichdystoner Sexualorientierung“ gesprochen.

### Überwindung von Vorurteilen und Akzeptanz als „natürliches Phänomen“
Ein erster Schritt hin zur Auflösung solcher Konflikte und zur eigenen Akzeptanz kann das Wissen darum sein, dass die Festlegung von Menschen auf eine sexuelle Identität und die folgende Ausgrenzung und negative Bewertung von „Homosexualität“ erst ein Phänomen der letzten Jahrhunderte ist. Homosexuelles Verhalten galt in früheren Zeiten und auch heute noch in manchen Gesellschaften als so selbstverständlich, dass diese nicht einmal entsprechende Begriffe zur Bezeichnung und Unterscheidung von Homosexualität und Heterosexualität kennen. Zudem ist mittlerweile wissenschaftlich erwiesen, dass Homosexualität auch im Tierreich äußerst weit verbreitet ist, was häufig als Gegenargument zu dem Standard-Vorurteil „Die Natur (oder auch: Gott) will ausschließlich, dass Mann und Frau zusammen Kinder zeugen“ angeführt wird.
Auch in der Sexualwissenschaft gilt homosexuelles Verhalten mittlerweile als „gleichwertig“ zu heterosexuellem Verhalten. Die auch heute noch teilweise verbreitete Stigmatisierung von Homosexualität als „unnormal“ oder „widernatürlich“ ist daher als Ergebnis menschengemachter Entwicklungen und falscher Vorurteile zu sehen, die unter anderem durch die drei Buchreligionen Islam, Christentum und Judentum befördert wurden und teilweise heute noch werden.
Der nach Überwindung oder Negierung solcher Vorurteile resultierende selbstbewusste oder gar stolze Umgang mit der eigenen homosexuellen Veranlagung – in der Regel nach außen, was jedoch ein inneres Coming-out voraussetzt – wird auch mit dem englischen Begriff Gay Pride bezeichnet:

„Gay Pride ist ein Gefühl starker Selbstachtung, verbunden mit der öffentlichen Bestätigung der Homosexualität einer Person.“

## Historische Entwicklung
Weltweit nimmt die Intensität der Verfolgung von Homosexuellen ab, insbesondere die staatliche Verfolgung ist in den vergangenen 50 Jahren besonders in Europa stark zurückgegangen. Gleichzeitig ist die Akzeptanz für Homosexualität in vielen Kulturen deutlich gestiegen, was sich auch in einer zunehmenden rechtlichen Gleichstellung mit Heterosexuellen ausdrückt. Daher ist das Coming-out insgesamt heute leichter als früher.

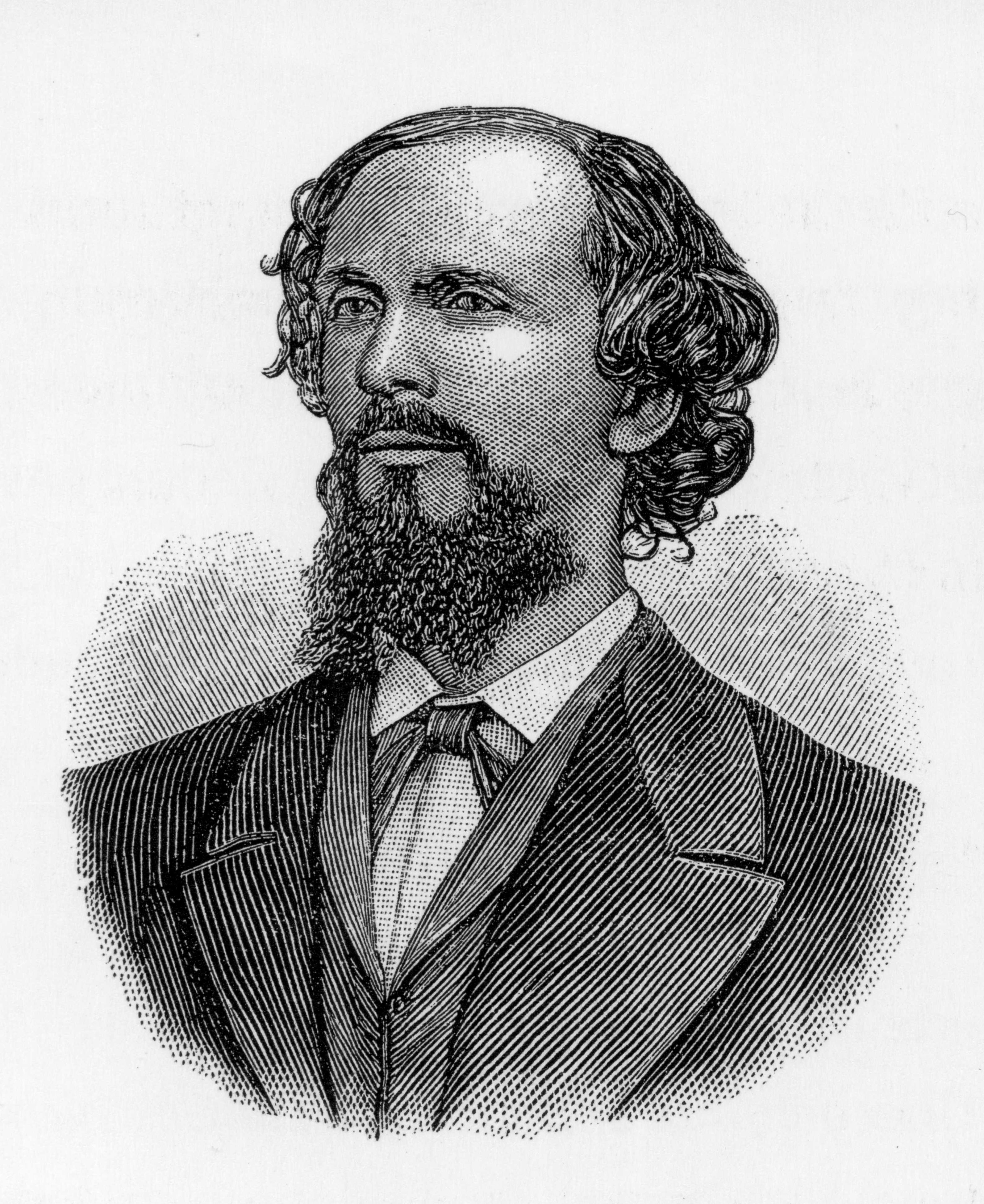
Der deutsche Jurist Karl Heinrich Ulrichs bekannte sich 1862 vor 500 Kollegen zu seiner Homosexualität und forderte rechtliche Gleichstellung

Gleichzeitig existieren heute im Internet Plattformen mit hoher Reichweite und umfangreichem Informationsangebot. Hier können Betroffene bequem und anonym Informationen einholen, ohne sich selbst zu gefährden. Darüber hinaus ist ein gefahrloser Austausch mit anderen Menschen möglich und sogar Beratung, wodurch die Unsicherheit der Betroffenen abgebaut werden kann. Das war früher nicht möglich, da man sich oft schon mit dem Wunsch nach Informationen über Homosexualität angreifbar gemacht hatte.
Eines der ersten dokumentierten öffentlichen Coming-outs lieferte Karl Heinrich Ulrichs, ein deutscher Jurist, Sexualwissenschaftler und erster bekannter Vorkämpfer für die Rechte von Homosexuellen. Er offenbarte sich 1862 seiner Familie und begann wenige Jahre darauf, seine Forschungen und Forderungen unter seinem vollen Namen zu veröffentlichen. 1867 forderte er in einer Rede auf dem deutschen Juristentag vor 500 Zuhörern selbstbewusst die Straffreiheit und rechtliche Gleichstellung gleichgeschlechtlicher Liebe, da diese auf einer „natürlichen Veranlagung“ beruhe. Wegen lautstarker Proteste des Publikums musste er seine Rede abbrechen. Ulrichs war stolz auf diesen Auftritt und schrieb dazu später:

„Bis an meinen Tod werde ich es mir zum Ruhme an rechnen, daß ich am 29. August 1867 zu München in mir den Muth fand, Aug' in Auge entgegenzutreten einer tausendjährigen, vieltausendköpfigen, wuthblickenden Hydra, welche mich und meine Naturgenossen [gemeint: homosexuelle Männer] wahrlich nur zu lange schon, mit Gift und Geifer bespritzt hat, viele zum Selbstmord trieb, ihr Lebensglück allen vergiftete. Ja, ich bin stolz, daß ich die Kraft fand, der Hydra der öffentlichen Verachtung einen ersten Lanzenstoß in die Weichen zu versetzen.“

Der Sexualwissenschaftler Volkmar Sigusch nannte Ulrichs wegen dieses bewussten „Coming-outs“ und seiner selbstbewussten Haltung den „ersten Schwulen der Weltgeschichte“.

## Entwicklung des Begriffs

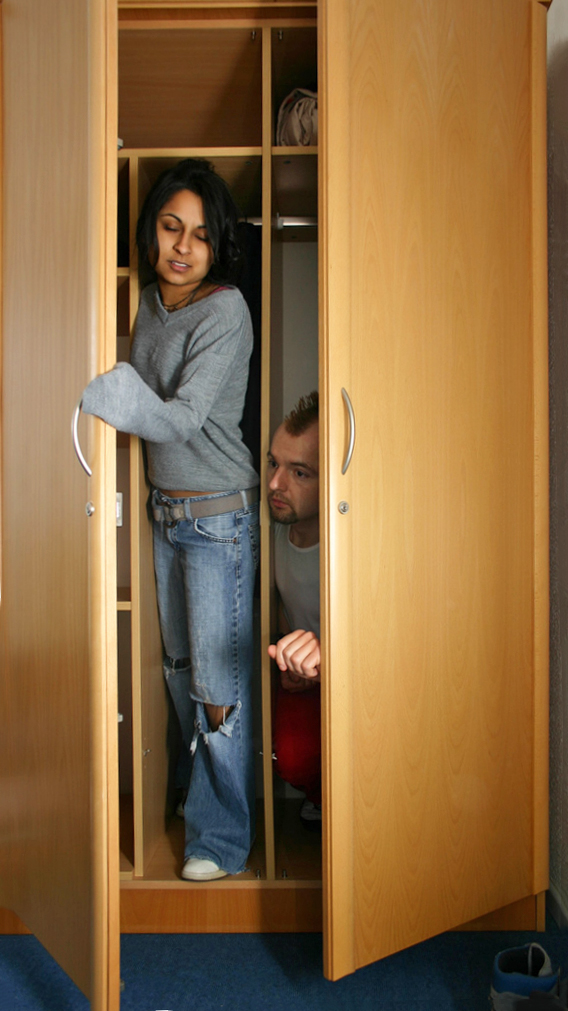
Sinnbildliche Darstellung: „Coming-out“ bezieht sich wörtlich auf das englische „Coming out of the closet“ – aus dem Schrank (der eigenen Heimlichtuerei) herauskommen.

Die aus dem Englischen übernommene Redewendung „coming out“, die im englischen Ursprung sowohl den Auftritt einer Debütantin bei ihrer Volljährigkeit als auch den Prozess, einen versteckten Raum (oder eine abgelegene Kammer) zu verlassen („coming out of the closet“), bezeichnet, hat in der deutschen Sprache eine feste Bedeutung erlangt, die durch keine anderen deutschen Wörter zu ersetzen ist. Dabei hat das eingedeutschte Wort outen auch eigene, weitere Bedeutungen erhalten:
- (transitiv): jemanden outen oder zwangsouten ist die auch in der lesbischen und schwulen Community umstrittene, gegen den Willen des Betroffenen erfolgende Bekanntgabe seiner sexuell abweichenden Orientierung. Im Allgemeinen gilt die Praxis als verpönt. Sie wird aber eher akzeptiert und dann als eine Art Notwehr betrachtet, wenn der Betroffene sich z. B. in der Politik aktiv gegen Homosexuelle engagiert. Näheres dazu unter Outing.
- sich outen wird oft in einem sehr allgemeinen Umfeld benutzt, um scherzhaft bekannt zu geben, dass man einer in der jeweiligen Gruppe verpönten Haltung, Geschmacksrichtung oder Ähnlichem zuneigt. Beispiel: In einer Jugendgruppe sagt jemand: Ich oute mich mal als Klassikliebhaber.
- Outen wird umgangssprachlich inzwischen auch für die Bekanntgabe beliebiger privater biografischer Momente verwendet, z. B.: Ich oute mal etwas aus meiner Ausbildungszeit.

## Hilfsangebote und Selbsthilfe
Eine positive Reaktion der Umwelt wirkt auf die Betroffenen erleichternd. Sie fühlen sich oft befreit und in ihrem Selbstvertrauen bestätigt. Sie neigen dazu, optimistisch in die Zukunft zu blicken.
Deswegen gibt es mittlerweile im deutschsprachigen Raum in allen größeren Städten Gruppen und Organisationen, die Hilfe und Selbsthilfe anbieten. Für ländliche Gegenden sind überregionale Organisationen, meist über Webseiten oder Telefondienste, tätig.
Für homosexuelle Jugendliche werden oft spezielle Coming-out-Gruppen angeboten, in denen informations- und hilfesuchende Jugendliche alle Fragen zum Thema besprechen können und darüber hinaus oft auch Anschluss zu Gleichgesinnten finden.

## „Coming-out“ von Prominenten

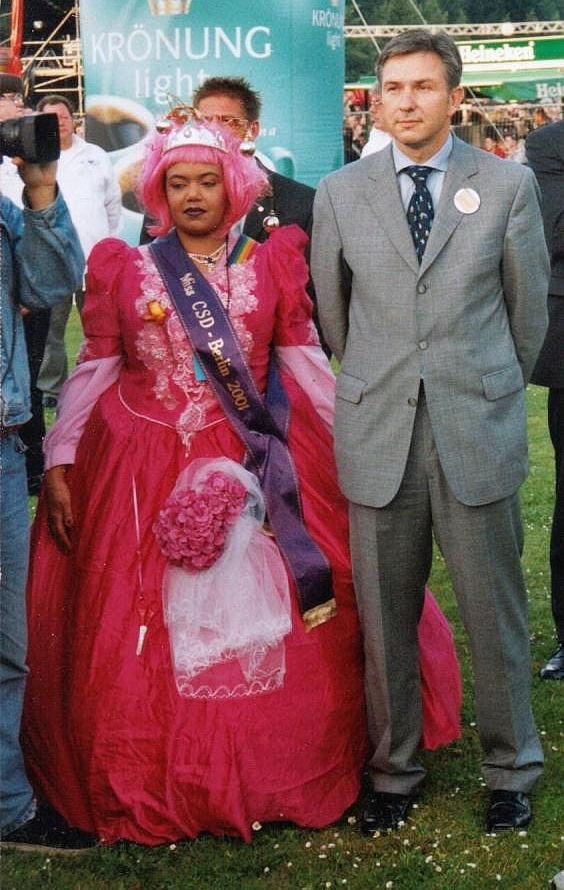
Klaus Wowereit (SPD) bekannte sich als erster prominenter deutscher Politiker 2001 zu seiner Homosexualität, mit dem zum geflügelten Wort gewordenen Spruch: „Ich bin schwul, und das ist auch gut so!“ (Christopher Street Day, Berlin 2001)

Medienwirksames öffentliches Outing von Prominenten findet eher selten statt. Wenn es selbst angestoßen wurde, hat es meist einen tiefergehenden Grund. Es sind Bekanntmachungen alleine vor der Medienwelt, da es für das nähere Umfeld kein Geheimnis mehr darstellt. Meist wurde es aus verschiedensten Gründen vorher nie Stück für Stück innerhalb standardmäßiger Meldungen thematisiert. Es ist damit eine noch schwierigere Gratwanderung: Auf der einen Seite geht es um die einfache Bekanntgabe einer nicht der sozialen Norm entsprechenden sexuellen Orientierung sowie eines oft vorhandenen gleichgeschlechtlichen Weggefährten, was schon alleine und auch im alltäglichen Leben durch die automatische „heterosexuelle Vorannahme“ oft als eine Grenzüberschreitung von der Privat- zur Sexualitätssphäre empfunden wird. Auf der anderen Seite steht die Sensationslust der Medien, welche es oft noch als auflagesteigerndes Medienereignis sehen. Sobald der Anfang gemacht wurde, lässt sich die Berichterstattung so gut wie nicht mehr steuern. Als Medium für ein öffentlichkeitswirksames „Going Public“ fungiert in den Vereinigten Staaten vor allem das wöchentlich erscheinende People oder der monatlich erscheinende Advocate, in Österreich das Wochenmagazin News und in Deutschland verschiedene große Wochenpublikationen (etwa SZ-Magazin, Zeit und Stern).
Klaus Wowereit wollte durch seine Rede zur Nominierung für das Amt des Regierenden Bürgermeisters von Berlin 2001 einer sich abzeichnenden Thematisierung durch Medien im Wahlkampf zuvorkommen. Mit seinem inzwischen zum geflügelten Wort gewordenen Ausspruch „Ich bin schwul, und das ist auch gut so“ war er der erste hochrangige deutsche Politiker, der die Flucht nach vorne ergriff. Jan Feddersen schrieb zu diesem Anlass in der Tageszeitung taz: „Das unterscheidet ihn im Übrigen von Kollegen wie Guido Westerwelle oder Ole von Beust.“ Es verschaffte ihm letztendlich sogar einen leichten Vorteil bei der Wahl durch die vermittelte Glaubwürdigkeit, was im Vorhinein nicht abzusehen war.
Darauf folgte 2003 Ole von Beust, dem von seinem damaligen Innensenator und Koalitionspartner Ronald Schill ein Lebensgefährte und eine damit zusammenhängende Vermischung von Privatem und Amt zur Last gelegt wurden. Von Beust fasste es als Erpressungsversuch auf, entließ Schill, der daraufhin einzelne angebliche Details erzählte. Später hatte der vermeintliche Lebensgefährte und wirkliche Studienfreund sowie Wohnungsmieter Roger Kusch sein Coming-out. Kurze Zeit später wurden die letzten Zweifel durch ein Interview mit von Beusts Vater beseitigt. Von Beust war darüber letztendlich froh, da darin alles Wesentliche gesagt wurde und er nur mehr darauf verweisen musste. Beiden brachte es bei der jeweils darauf folgenden Wahl Sympathiepunkte. Hans-Ulrich Jörges schrieb im Stern: „Mit Ole von Beust hat ein schwuler Christdemokrat, der sich zu seiner Orientierung bekennt, eine absolute „bürgerliche“ Mehrheit erobert. Es gibt Liberale [gemeint ist Westerwelle], denen der Mut dazu fehlt.“

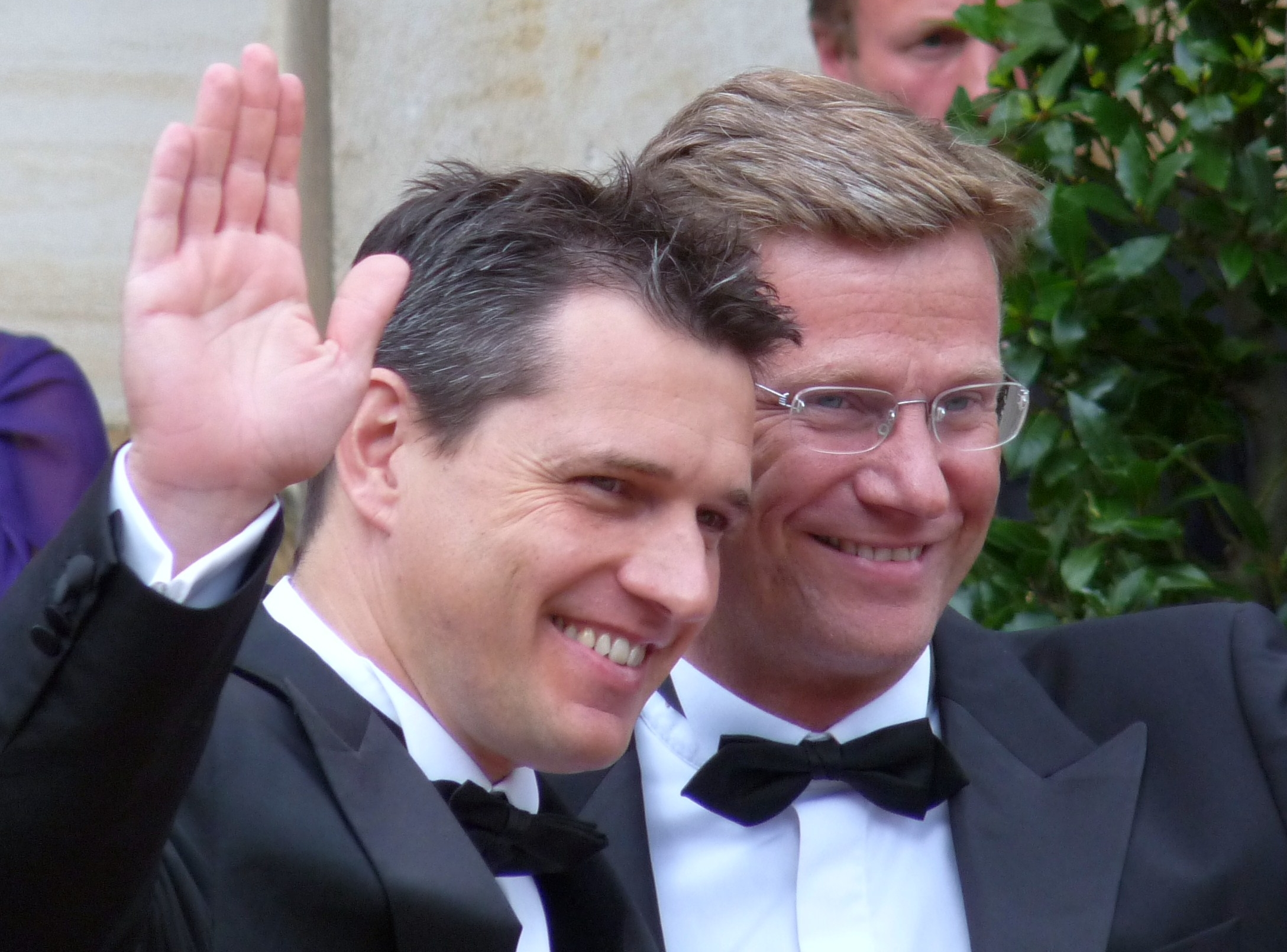
Guido Westerwelle ging 2004 an die Öffentlichkeit, nachdem durch sein zu erwartendes Staatsamt als Außenminister die Verbindung mit Mronz ohnehin an die Öffentlichkeit gekommen wäre; Journalisten wussten bereits Jahre vorher Bescheid, hatten dies aber gemäß dem Pressekodex als Privatangelegenheit behandelt (links Lebenspartner Michael Mronz; Bayreuther Festspiele 2009)

Guido Westerwelle hatte schon Jahre sein Privatleben nicht versteckt, auch nicht vor Journalisten, mit denen er schon Jahre zuvor auf einem Parteikonvent scherzte: „Outen Sie mich doch.“ Er ging auch häufiger zu Veranstaltungen in der Szene oder Straßenumzügen und war in der im Oktober 1997 erschienenen ersten Ausgabe von Out! verzeichnet, wozu er selbst das Foto beisteuerte. Er hatte sich aber offiziell nie dazu geäußert. In den allgemeinen Medien wurde es nach den ungeschriebenen Regeln der Politik-Journalisten als „Privates“ fast nie thematisiert. In homosexuellen Medien dagegen wurde es meist beiläufig, nicht sensationell in Meldungen extra erwähnt oder impliziert und gelegentlich gab es Diskussionen in der schwulen Szene. Im Jahre 2001 wurde er Parteivorsitzender und bei der Bundestagswahl 2002 trat er als Kanzlerkandidat an. Bei einer diskutierten schwarz-gelben Koalition nach der darauffolgenden Wahl war er als möglicher Außenminister im Gespräch. Da würde schon alleine das Diplomatische Protokoll den Lebensgefährten ins öffentliche Licht rücken, sofern man ihn nicht absichtlich ausgrenzen will und damit auch ein Teil des alltäglichen Lebens. So war klar, dass die Öffentlichkeit sowie die Parteimitglieder und so manche Führungskräfte des potentiellen konservativen Koalitionspartners auf das Thema vorbereitet werden sollten und ein halbwegs offizielles Outing – in welcher Form auch immer – im Raum stand. Im Frühjahr und Sommer 2004 erschien er daraufhin mit seinem Lebensgefährten Michael Mronz bei mehr oder weniger offiziellen Terminen. Als erstes berichtete der Spiegel am 28. Juni in einer Randnotiz von einer „männlichen Begleitung“ sowie über ein „stilles Outing“ und „stellte damit quasi die Bombe scharf.“ Danach wurden die gemeinsamen öffentlichen Auftritte häufiger. In der Kölner Lokalpresse wurde daraufhin leise spekuliert, was los sei, aber kein eindeutiger Bericht gebracht. Nach einer Einladung zur Geburtstagsfeier von Angela Merkel sagte er gemeinsam mit seinem Lebensgefährten zu. Dort saßen die beiden am 19. Juli nebeneinander in der ersten Reihe. Stunden nach der Veranstaltung bot ein Berliner Fotograf die Bilder mit dem Hinweis an, dass sich Westerwelle „erstmals“ mit seinem Freund gezeigt hatte. Am 21. Juli veröffentlichte die Bild das Foto im Großformat auf der Titelseite mit der Schlagzeile: „FDP-Chef Guido Westerwelle liebt diesen Mann.“ Im Innenteil erklärte Hugo Müller-Vogg, wie Westerwelle „sein größtes Geheimnis“ lüftete und dass der Mann auf dem Foto „nun offiziell als Lebensgefährte des FDP-Vorsitzenden eingeführt“ sei. Der Bericht wurde von Westerwelle mit Wohlwollen aufgenommen und in der FDP, auch bezüglich des Blattes, mit „Angemessen“ kommentiert. Weitere Anfragen von Journalisten wurden am nächsten Tag mit den Aussagen „Ich lebe mein Leben und mehr sage ich dazu nicht“ (Westerwelle), „Privatleben ist Privatsache“ (Pressestelle) und „Ich habe mich bisher nicht zu meinem Privatleben geäußert und werde dies auch in Zukunft nicht tun“ (Mronz) abgeblockt. Der Bild-Artikel war für die damalige Zeit trotz der Sensation auffallend wohlwollend formuliert und ganz auf Partnerschaft und nicht auf Sex bezogen. Erst jetzt erschien am gleichen Tag auch im Kölner Express erstmals ein deutlicher Bericht zu Westerwelle. Nach einem kurzen Rummel ging man sehr schnell wieder zur Tagesordnung über. Aber danach konnten die Medien ganz offiziell und ohne irgendwelche eventuellen Befürchtungen darüber berichten, wenn beide gemeinsam bei einer Veranstaltung gesichtet wurden.

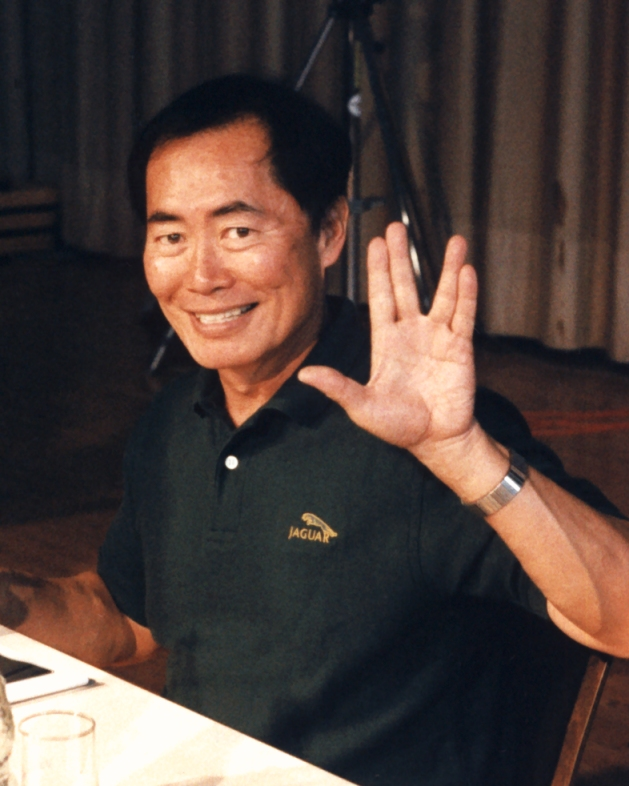
George Takei, Darsteller des „Mr. Sulu“ aus Raumschiff Enterprise, bekannte sich offen zum Schwulsein, um die Bewegung für die gleichgeschlechtliche Ehe in den USA zu unterstützen (Foto: 1996)

George Takei äußerte sich öffentlich über seine langjährige Beziehung, und damit automatisch über seine Homosexualität, um die allgemeinen Forderungen nach einer Homo-Ehe zu unterstützen. Balian Buschbaum ging als Transmann am 21. November 2007 bezüglich seiner Beendigung der Sportlerlaufbahn und am 24. Januar 2008 bei Johannes B. Kerner an die Öffentlichkeit, da es in der Gesellschaft wenige Anlaufstellen und nur sehr wenig und sehr ungenaue Informationen zum Thema Transsexualität und insbesondere über Frau-zu-Mann-Transsexuelle gibt. „Deswegen habe ich gedacht: Ich muss was ändern, ich muss aufklären.“ Auch meinte er: „Der Schritt an die Öffentlichkeit zu gehen, ist für mich nicht schwer, sondern eine logische Konsequenz. Es gibt keinen Grund, mich zu verstecken.“ Er hatte sich, als er noch als Frau lebte, nie wohl in seiner Haut gefühlt und wurde als lesbisch wahrgenommen, obwohl er sich nie so gefühlt hat. Es war eine Leidensgeschichte und der Schritt zur Veränderung ist für ihn etwas Positives, eine Klarstellung, die Erfüllung eines Lebenstraums. Die Aufmerksamkeit störte ihn nicht, „es ist jetzt einfach aus mir rausgeplatzt […] mir geht es gut: Ich habe alles rausgelassen und mir alles von der Seele gequatscht.“
Manche scheinen auch mehrmals ihr „Going Public“ zu haben, besonders wenn bei Boulevardblättern eine Schlagzeile oder ein Werbefaktor gebraucht wird. Bei Richard Chamberlain stand es 1989 erstmals in den Medien, 1991 sprach er selbst erstmals darüber und vollzog somit sein „Going Public“. Mit Erscheinen seiner Biografie im Jahre 2003 wurde er in den Medien wieder als vermeintlich „endlich geoutet“ hingestellt. Ein anderes Beispiel ist Ulrike Folkerts, welche schon lange nicht mehr versteckt lebte, ab 1996 auch an sportlichen Veranstaltungen wie den Gay Games und den EuroGames teilnahm und 1998 über ihre Beziehung und ihre Teilnahme am Christopher Street Day sprach. Trotzdem erschien sie 1999 und 2005 mit ihrem Lesbischsein zweimal auf der Bild-Titelseite. Die rebellische Inge Meysel trat immer wieder für ihre Ideale, Toleranz, Gerechtigkeit und Zivilcourage ein und fand das Image als „Mutter der Nation“ als nicht passend für sie. Sie hatte viele schwule Freunde und ihre offene und direkte Art machte sie bei Schwulen und Lesben beliebt. 1975 gab sie vor 300 Leuten in einer Theater-Talk-Show nach dem Schema des „Heißen Stuhls“ im Hamburger Malersaal zu, schon mit einer Frau geschlafen zu haben. Der Spiegel berichtete in einem Nebensatz davon. 1986 wurde im Stern das Zitat „Die Liebe zwischen Frauen ist eine Zukunft“ als ihr Kommentar zu einem Bild von Gustave Courbet mit einem lesbischen Liebesakt gedruckt. In einem Interview mit Alice Schwarzer für die Emma-Ausgabe Jänner 1987 erzählte sie, dass in ihrer Teenagerzeit kein Platz für eine feste Beziehung mit einem Mann war. Ihr war klar, dass sie dann schwanger werden würde, dies aber für sie nicht mit ihrem Karrierewunsch als Schauspielerin vereinbar war. „Männer waren gestrichen, bis 21, dann ist es doch noch passiert. Aber da hatte ich schon längst eine Liebesbeziehung zu einer Frau. Mit einer Kollegin. Tempi passati.“ Richtig bekannt wurde ihr gleichgeschlechtliches Erlebnis und ihr Bekenntnis zu einer gewissen Bisexualität erst ab 1992. Nach einem Talkshow-Auftritt titelte die Bild am 24. April 1992: „Mutiges Bekenntnis. Inge Meysel: Ich habe Frauen geliebt.“ In einem dpa-Interview wird sie 1992 zitiert: „Ich war bisexuell, ich, die ‚Mutter der Nation‘.“ und „Ich habe mit 17 durch eine Frau die körperliche Liebe kennen gelernt. Aber das war das einzige Mal.“. In einem Interview in der Bunten meinte sie im Jahre 2001: „Wer nicht bisexuell ist, verpasst doch das Beste.“
Rosa von Praunheim offenbarte im Jahr 1991 einige homosexuelle Kollegen von Film, Funk und Fernsehen. Dazu gehörten etwa Alfred Biolek und Hape Kerkeling.
Das Bekanntwerden des ehrenamtlichen BDSM-Engagements des UN-Waffeninspekteurs Jack McGeorge führte im angelsächsischen Sprachraum zu einer umfangreichen gegen ihn gerichteten Medienkampagne, in deren Verlauf sich Hans Blix und Hua Jiang, Pressesprecherin des UN-Generalsekretärs Kofi Annan, eindeutig auf McGeorges Seite stellten.

## Künstlerische Rezeption
Filme, die sich im Speziellen mit dem Coming-out beschäftigen:
- Raus aus Åmål (1998), Mädchen erlebt ihr Coming-out in einer schwedischen Kleinstadt
- Kommt Mausi raus?! (1995), Junge Frau vom Land erlebt ihr Coming-out in der Großstadt
- À cause d'un garçon (2002), „You’ll Get Over It“
- Sommersturm (2004)
- Get Real – Von Mann zu Mann (1999), Coming-out-Film aus Großbritannien
- In & Out (1997), Komödie: wenn ein Lehrer geoutet wird.
- Beautiful Thing (1996), einer der ersten Coming-out-Filme
- Coming Out (DDR 1989)

 Comics:
- Am Rande des Himmels von Howard Cruse über die Entwicklung der amerikanischen Bürgerrechts- und Homosexuellenbewegung in den 1960er Jahren
- Fun Home von Alison Bechdel über das Coming-out der Autorin